# Felix Schoft
Felix Schoft (Garmisch-Partenkirchen, 6 luglio 1990) è un ex saltatore con gli sci tedesco.

## Biografia
In Coppa del Mondo ha esordito il 4 gennaio 2007 a Innsbruck (36º) e ha ottenuto l'unico podio il 29 novembre 2008 a Kuusamo (3º). Non ha partecipato né a rassegne olimpiche né iridate.

## Palmarès

### Mondiali juniores
- 3 medaglie:
  - 1 oro (gara a squadre a Zakopane 2008)
  - 2 argenti (gara a squadre a Štrbské Pleso 2009; gara a squadre a Hinterzarten 2010)

### Coppa del Mondo
- Miglior piazzamento in classifica generale: 45º nel 2009
- 1 podio (a squadre):
  - 1 terzo posto